# Lotus E23 Hybrid
Lotus E23 Hybrid byl závodní vůz Formule 1, se kterým Lotus závodil v sezóně 2015. Šasi navrhli Nick Chester, Chris Cooney, Martin Tolliday a Nicolas Hennel, přičemž pohonnou jednotku týmu dodával Mercedes. Řídili jej Romain Grosjean a Pastor Maldonado. Jednalo se o jediný vůz týmu, který využíval motory Mercedes, když tým ukončil dvacetileté období závodění s pohonnými jednotkami Renault. Vůz E23 Hybrid byl také prvním vozem z Enstone, který nepoužíval motor od Renaultu a stal se úplně prvním britským týmem, který používal palivo a mazivo Petronas.
Snímky vozu z roku 2015 byly zveřejněny 26. ledna 2015.
Partnerství Lotus-Mercedes mělo původně trvat šest let (do roku 2020), ale bylo ukončeno o pět let dříve, protože se tým po jediné sezóně vrátil k pohonné jednotce Renault. Od roku 2016 koupil Renault podíl Lotusu a přejmenoval jej zpět na Renault Sport Formula One Team.

## Shrnutí sezóny

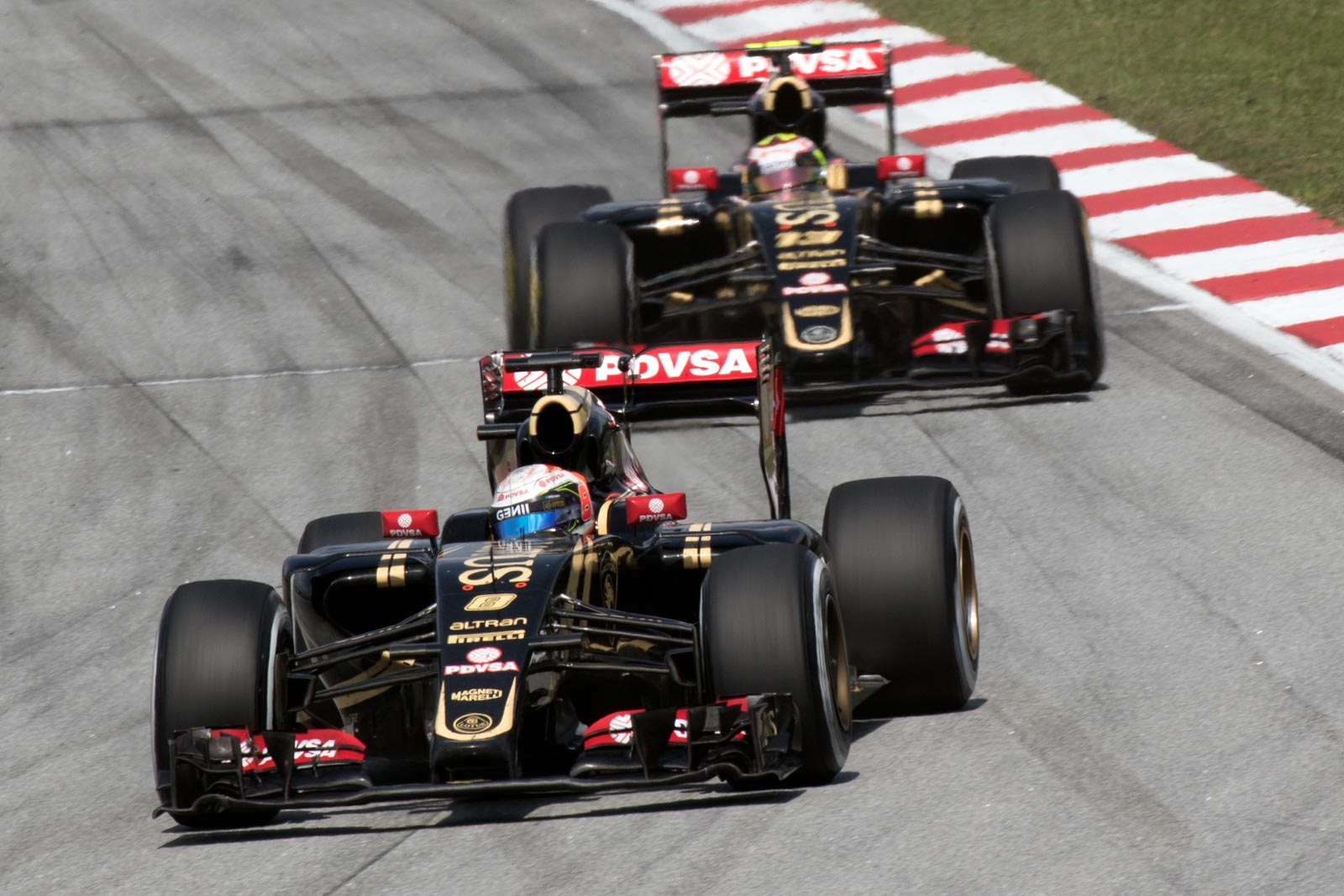
Romain Grosjean vede týmového kolegu Pastora Maldonada během Grand Prix Malajsie.

Po dramatickém propadu formy týmu v sezóně 2014 znamenala sezóna 2015 malé zlepšení. Vůz byl považován za zlepšení ve srovnání s katastrofálním Lotusem E22, který trpěl problémy se spolehlivostí a bojem o konkurenceschopnost kvůli nedostatečně výkonné a nespolehlivé pohonné jednotce Renault a základním chybám šasi vozu E22. Chyby jezdců a nespolehlivost však stály tým body za umístění v mnoha závodech, což omezovalo potenciál vozu na konzistentní bodování. Maldonado odstoupil v 5 z prvních 6 závodů buď kvůli kolizi nebo problémům s vozem. Grosjean a Maldonado se navzájem srazili ve Španělsku a v Británii. Vrcholem sezóny bylo Grosjeanovo umístění na stupních vítězů v Belgii. Lotus zakončil svou poslední sezónu se 78 body a 6. místem v poháru konstruktérů, před odkupem  Renaultem.

## Sponzorství a zbarvení
Tým propagoval film Šílený Max: Zběsilá cesta při Grand Prix Španělska 2015. Při Grand Prix Singapuru 2015 Lotus oslavil uvedení hry Forza Motorsport 6 a na oslavu si jezdci oblékli zelené overaly Xbox.

## Kompletní výsledky ve Formuli 1
| Legenda k tabulce | Legenda k tabulce                                                                       |
| Barva             | Výsledek                                                                                |
| ----------------- | --------------------------------------------------------------------------------------- |
| Zlatá             | Vítěz                                                                                   |
| Stříbrná          | 2. místo                                                                                |
| Bronzová          | 3. místo                                                                                |
| Zelená            | Bodované umístění                                                                       |
| Modrá             | Nebodované umístění                                                                     |
| Modrá             | Dokončil neklasifikován (NC)                                                            |
| Fialová           | Odstoupil (Ret)                                                                         |
| Červená           | Nekvalifikoval se (DNQ)                                                                 |
| Červená           | Nepředkvalifikoval se (DNPQ)                                                            |
| Černá             | Diskvalifikován (DSQ)                                                                   |
| Bílá              | Nestartoval (DNS)                                                                       |
| Bílá              | Závod zrušen (C)                                                                        |
| Světle modrá      | Pouze trénoval (PO)                                                                     |
| Světle modrá      | Páteční testovací jezdec (TD)                                                           |
| Bez barvy         | Netrénoval (DNP)                                                                        |
| Bez barvy         | Vyřazen (EX)                                                                            |
| Bez barvy         | Nepřijel (DNA)                                                                          |
| Bez barvy         | Odvolal účast (WD)                                                                      |
| Bez barvy         | Nezúčastnil se (prázdné)                                                                |
| Označení          | Význam                                                                                  |
| Tučnost           | Pole position                                                                           |
| Kurzíva           | Nejrychlejší kolo                                                                       |
| †                 | Jezdec nedojel do cíle, ale byl klasifikován, protože odjel více než 90 % délky závodu. |
| ‡                 | Byl udělován poloviční počet bodů, protože bylo odjeto méně než 75 % délky závodu.      |
| Horní index       | Umístění bodujících jezdců ve sprintu                                                   |

| Rok  | Specifikace | Motor                  | Pneumatiky | Jezdci           | 1   | 2   | 3   | 4   | 5   | 6   | 7   | 8   | 9   | 10  | 11  | 12  | 13  | 14  | 15  | 16  | 17  | 18  | 19  | Body | Umístění |
| ---- | ----------- | ---------------------- | ---------- | ---------------- | --- | --- | --- | --- | --- | --- | --- | --- | --- | --- | --- | --- | --- | --- | --- | --- | --- | --- | --- | ---- | -------- |
| 2015 | Lotus F1    | Mercedes PU106B Hybrid | P          |                  | AUS | MAL | CHN | BHR | ESP | MON | CAN | AUT | GBR | HUN | BEL | ITA | SIN | JPN | RUS | USA | MEX | BRA | ABU | 78   | 6. místo |
| 2015 | Lotus F1    | Mercedes PU106B Hybrid | P          | Romain Grosjean  | Ret | 11  | 7   | 7   | 8   | 12  | 10  | Ret | Ret | 7   | 3   | Ret | 13† | 7   | Ret | Ret | 10  | 8   | 9   | 78   | 6. místo |
| 2015 | Lotus F1    | Mercedes PU106B Hybrid | P          | Pastor Maldonado | Ret | Ret | Ret | 15  | Ret | Ret | 7   | 7   | Ret | 14  | Ret | Ret | 12  | 8   | 7   | 8   | 11  | 10  | Ret | 78   | 6. místo |